# Riyad al-Sulh

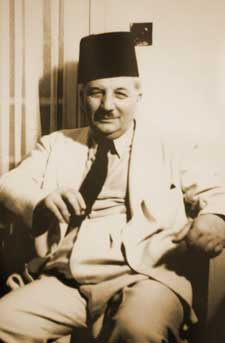
Riad el-Solh

Riyad as-Sulh o Riad el-Solh o Riad El Solh (àrab: رياض الصلح, Riyāḍ aṣ-Ṣulḥ) (Sidó, 1894 – Amman, 17 de juliol de 1951) va ser un polític libanès que va ser dues vegades primer ministre, sent el primer primer ministre del Líban després de la independència.

## Biografia

### Joventut
Riad el-Solh va néixer a Saida o Sidó el 1894. La seva família era una destacada família sunnita de terratinents del sud del Líban, principalment a Sidó. El seu pare va ser Rida el-Solh, un sub-governador reformista a Nabatiyeh i a Saida i un líder nacionalista àrab destacat. Rida el-Solh va ser jutjat pels otomans el 1915 i va anar a l'exili, a Esmirna. Després va servir com a governador otomà a Salonica. També va treballar com a conseller d'interior de l'emir Faisal en el govern de Damasc.
Riad el-Solh va estudiar dret i ciència política a la Sorbona. Va passar la major part de la seva vida a Istanbul durant la seva joventut, ja que el seu pare va ser diputat en el Parlament otomà.

### Trajectòria
El-Solh va servir com a primer ministre del Líban dues vegades. El seu primer mandat va ser just després de l'arribada del Líban a la independència (25 de setembre de 1943 – 10 de gener de 1945). El-Solh va ser escollit pel president Bishar al-Khouri com el seu primer Ministre. El-Solh i al-Khouri van aconseguir implementar el Pacte Nacional (al-Mithaq al-Watani) el novembre de 1943 que establia un marc per donar cabuda a les diferents confessions del Líban. El Pacte Nacional era un pacte de cavallers no escrit. El Pacte establia que el president, primer ministre i president del Parlament al Líban havien de ser assignat als tres grans grups confessionals basats en el cens de 1932, és a dir, maronites cristians, musulmans sunnites i xiïtes, respectivament. Durant el seu primer mandat, el-Solh també va servir com a ministre de subministraments i reserves a partir del 3 de juliol de 1944 fins al 9 de gener de 1945.
El-Solh va ser altre cop primer ministre a partir del 14 de desembre de 1946 i fins al 14 de febrer de 1951, sota la presidència de Bishar al-Khouri. El-Solh va ser crític amb el rei Abdal·lah I de Jordània, i va tenir un paper important en la concessió de la benedicció per part del comitè polític de la Lliga Àrab al Govern de la Gran Palestina durant el seu segon mandat.

### Assassinat
El-Solh va escapar d'un intent d'assassinat el març de 1950. Va ser perpetrat per un membre del Partit Social Nacionalista Sirià.
No obstant això, uns mesos després de deixar el càrrec d eprimer ministre, va ser abatut a tirs el 17 de juliol de 1951 a l'aeroport de Marka a Amman per membres del mateix Partit Social Nacionalista Sirià. L'atac va ser perpetrat per tres homes armats, que el van matar en venjança per l'execució d'Antoun Saadeh, un dels líders i fundadors del partit.

## Vida personal
El-Solh, estava casat amb Fayza al-Jabri, la germana del dues vegades primer ministre de Síria, Saadallah al-Djabiri. Van tenir cinc filles i un fill, Rida, que va morir en la infància. La seva filla gran, Aliya (1935-2007), va continuar el camí del seu pare en la lluita per un Líban lliure i segur. Aliya va propagar el ric patrimoni cultural del Líban a l'estranger fins a la seva mort a París.
Lamia el-Solh (nascuda el 1937) es va casar amb el príncep Mulay Abdallah del Marroc, oncle del rei Mohammed VI. Els seus fills són Mulay Hicham, Moulay Ismail i una filla Lalla Zineb.
Mona Al Solh es va casar a l'Aràbia Saudita amb el príncep Talal bin Abdulaziz. Fou la mare dels prínceps Al-Waleed bin Talal i Khalid bin Talal i de la princesa Reema bint Talal.
Bahija el-Solh es va casar a Said al-Assad, que fou ambaixador libanès a Suïssa i membre del parlament. Tingueren dos fills i dues filles.
La filla més jove, Leila el-Solh Hamade, va ser nomenada com una de les dues primeres dones ministres al govern d'Omar Karami.

## Llegat
El llibre de Patrick Seale La lluita per la independència àrab (2011), que tracta la història de l'Orient mitjà des dels darrers anys de l'Imperi Otomà fins a la dècada de 1950, se centra en la influència de la carrera i de la personalitat d'el-Solh.
Una plaça del centre de Beirut, la Riad al-Solh Square, va ser anomenada en honor seu.